# Groß Roge
Groß Roge település Németországban, Mecklenburg-Elő-Pomeránia tartományban. Lakosainak száma 584 fő (2023. december 31.).

## Népesség
A település népességének változása:
| Lakosok száma | 626  | 631  | 581  | 594  | 584  |
|               | 2017 | 2019 | 2021 | 2022 | 2023 |